# Damenwahl
Damenwahl ('elección de las damas' en alemán) es el tercer álbum de estudio del grupo alemán de punk rock Die Toten Hosen. Fue lanzado en 1986 por la multinacional discográfica Virgin Records. Es el primer disco en cuya grabación colabora a la batería Wolfgang Rohde, tras la marcha de Trini Trimpop a principio de año. La palabra que sirve de título al disco es una expresión utilizada en el contexto de un baile para referirse al turno de las mujeres para elegir pareja. Solamente se extrajo un sencillo del disco, la canción Das Altbier Lied. En ocasiones, Damenwahl ha sido considerado el disco más flojo de la banda.
El álbum fue remasterizado y relanzado en 2007 con trece grabaciones adicionales.

## Lista de canciones
1. Sojus Nerushimai Republic Swobodnich − 0:25 (intro: Himno Nacional de la Unión Soviética y locución en ruso)
2. Disco in Moskau ("Disco en Moscú") − 3:50 (versión de The Vibrators, música y letra Phil Ram / traducción: Campino)
3. Verschwende Deine Zeit ("Malgasta tu tiempo") −  2:59 (Campino)
4. Freitag der 13. ("Viernes 13") − 3:47 (Rohde / Campino)
5. Bis zum bitteren Ende ("Hasta el amargo final") −  2:03 (Campino)
6. Schwarzwaldklinik ("Clínica de la Selva Negra"[n. 1] − 3:08 (Breitkopf / Campino)
7. Wort zum Sonntag ("Palabra del domingo") − 4:27 (von Holst / Campino)
8. Ehrenmann ("Hombre de honor") - 3:33 (von Holst / Campino)
9. Helmstedt Blues ("Blues de Helmstedt") − 0:21 (Rohde, Instrumentalstück)
10. Großalarm ("Alerta máxima") − 3:35 (Breitkopf / Campino)
11. Spielzeugland ("País del juguete") − 2:47 (Meurer / Campino)
12. Verflucht, verdammt, gebrandmarkt ("Maldito, condenado, registrado como marca") − 3:37 (Meurer / Campino)
13. Agent X ("Agente X") − 3:42 (Rhode / Campino)
14. Das Altbierlied ("La canción de la Altbier") − 3:15 (Hans Ludwig Lonsdorfer)

1. ↑  Schwarzwaldklinik era una serie de televisión alemana de los años 1980 ambientada en una clínica.

## Títulos adicionales en la edición remasterizada de 2007
1. Übung macht den Meister ("La práctica hace al maestro") − 1:59 (von Holst / Campino)
2. Zapfenstreich ("Toque de retreta") − 3:22 (von Holst, Campino / Campino, von Holst)
3. Disco in Moscow ("Disco en Moscú") − 3:09
4. Spielzeugland ("País del juguete") − 2:57 (Meurer / Campino)
5. Bombenstimmung ("Ambiente genial") − 2:54 (Breitkopf / Campino)
6. Großalarm ("Alerta máxima") − 3:54 (Breitkopf / Campino)
7. Nur im Traum ("Sólo en sueños") − 2:39 (von Holst / Campino)
8. Schwarzwaldklinik ("Clínica de la Selva Negra") − 3:36
9. Das kleine ABC ("El pequeño ABC") − 3:34 (von Holst / Campino)
10. Aufgeben (gilt nicht) ("Rendirse (no vale)") − 5:01 (Campino)
11. Gipfelstürmer ("Alpinista") − 3:45 (Meurer / Campino)